# Hambourg-Langenhorn
Langenhorn est un quartier de la ville de Hambourg dans l'arrondissement Hamburg-Nord.

## Histoire
Langenhorn a été fondé au nord des remparts de Hambourg et au sud de Holstein gegründet. L'existence de cette commune remonte au moins à 1332. Le 1er janvier 1913, Langenhorn a été absorbé par Hambourg.
Dans les années 1920, une cité-jardin a été fondée pour les ouvriers. Après 1933, elle sera l'un des centres de la résistance du SPD et du KPD contre le nazisme.

## Liens internet
- Statistiques